# Jesco Denzel
Jesco Denzel (* 1972 in Bremen) ist ein deutscher Fotograf.
Denzel schloss sein Studium in Politischer Wissenschaft an der Universität Hamburg mit dem Magister ab. Er studierte anschließend Fotojournalismus in Hannover. Als Praktikant war er für die  taz, die Frankfurter Allgemeine Zeitung und Spiegel TV tätig. Seit 2005 arbeitet er als freier Fotograf und seit 2010 ist er offizieller Fotograf der deutschen Bundesregierung. Er lebt und arbeitet in Berlin und Hamburg.

## Preise und Nominierungen
- 2003: Die letzte Wachmannschaft der Al-Zahraa wird beim Hansel-Mieth-Preis unter die zehn besten Reportagen gewählt
- 2005: vorgeschlagen für die World Press Joop Swart Masterclass
- 2006: Yann Geoffroy Award für Hanover, Eastern Cape
- 2007: Stipendium der VG Bild-Kunst für die Reportage Nickel und Kanaken
- 2010: Gabriel-Grüner-Stipendium für die Reportage Migingo – Business on the Rock
- 2012: Shortlist zum Henri-Nannen-Preis mit Migingo
- 2017: Stipendium der VG Bild-Kunst für die Reportage Alles muss weg – Lagos Waterfronts in Gefahr
- 2018: World Press Photo Award (Zeitgeschehen/Einzelbilder) für Lagos Waterfronts under Threat